# Juan José Nogués
Juan José Nogués Portalatín (Borja, 1909. március 28. – Palma de Mallorca, 1998. július 2.), gyakran Joan Josep Nogués, spanyol labdarúgókapus, edző.